# Euceros limatus
Euceros limatus är en stekelart som beskrevs av Barron 1978. Euceros limatus ingår i släktet Euceros och familjen brokparasitsteklar. Inga underarter finns listade i Catalogue of Life.